# Torsten Hansson
Torsten Bengt Gunnar Hansson (i riksdagen kallad Hansson i Göteborg), född 23 november 1928 i Göteborgs Oscar Fredriks församling, död 27 december 2000 i Johannebergs församling, Göteborg, var en svensk arkitekt och politiker.

## Biografi
Hansson, som var son till adjunkt Frans Hansson och Nanna Thorlund, avlade studentexamen 1947 och utexaminerades från Chalmers tekniska högskola 1951, och var ordförande Göteborgs socialdemokratiska högskoleförening 1953-1955. Han var anställd hos professor Melchior Wernstedt i Göteborg 1950–1952, hos arkitekt Åke Wahlberg 1952–1953, på HSB:s arkitektkontor 1954–1957, på stadsarkitektkontoret 1958, hos arkitekterna Hjalmar Klemming och Erik Thelaus i Stockholm 1958–1959, bedrev egen arkitektverksamhet från 1958 och var delägare i Hansson och Persson AB arkitekter i Göteborg från 1961. Han var styrelseledamot i Röhsska konstslöjdmuseet från 1964 (suppleant 1959–1963), suppleant i länsskolnämnden från 1962, i Göteborgs allmänna skolstyrelse från 1961 och ledamot av dess byggnadskommitté från 1962. 
Hansson ritade bland annat Toleredskyrkan, Kaverös kyrka, församlingshem i Skene, Björketorp och Lundby samt bostadshus i Lunden i Göteborg. Som politiker var han ledamot av Sveriges riksdags första kammare 1965-1970, invald i Göteborgs stads valkrets. 
I samarbete med Göteborgs småkyrkostiftelse och Oresjö fabriker i Anneberg konstruerade Hansson en vandringskyrka, som kunde prefabriceras i färdiga sektioner, transporteras på vägnätet och på kort tid resas på avsedd plats som en gudstjänstlokal med plats för 120 personer. Den kunde även demonteras och med små kostnader uppföras på annan plats. Den första vandringskyrkan i Göteborg blev Brunnsbokyrkan, som senare flyttades och blev Furåsens kyrka. Ytterligare fem vandringskyrkor placerades i Länsmansgården, Tynnered, Bergsjön, Hjällbo och Ekebäck.
Hansson är begravd på Västra kyrkogården i Göteborg.

## Bilder

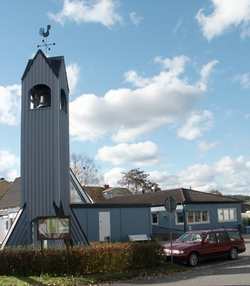
Älvängens kyrka
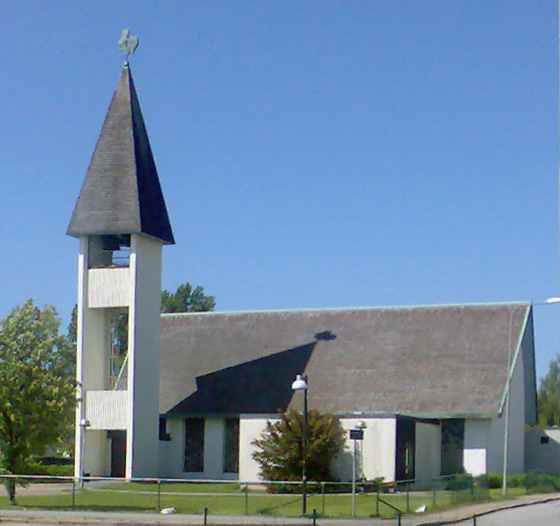
Toleredskyrkan
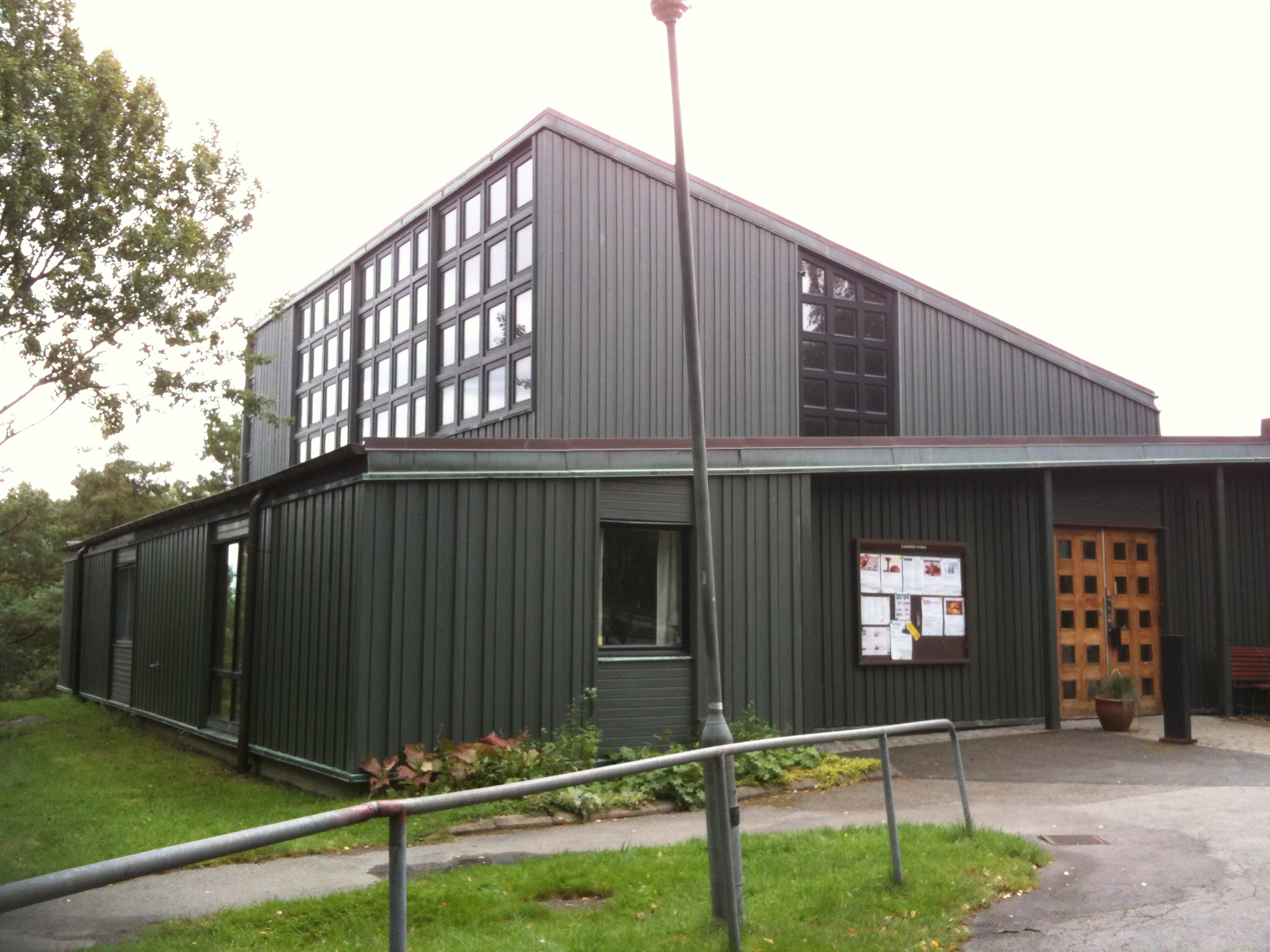
Kaverös kyrka
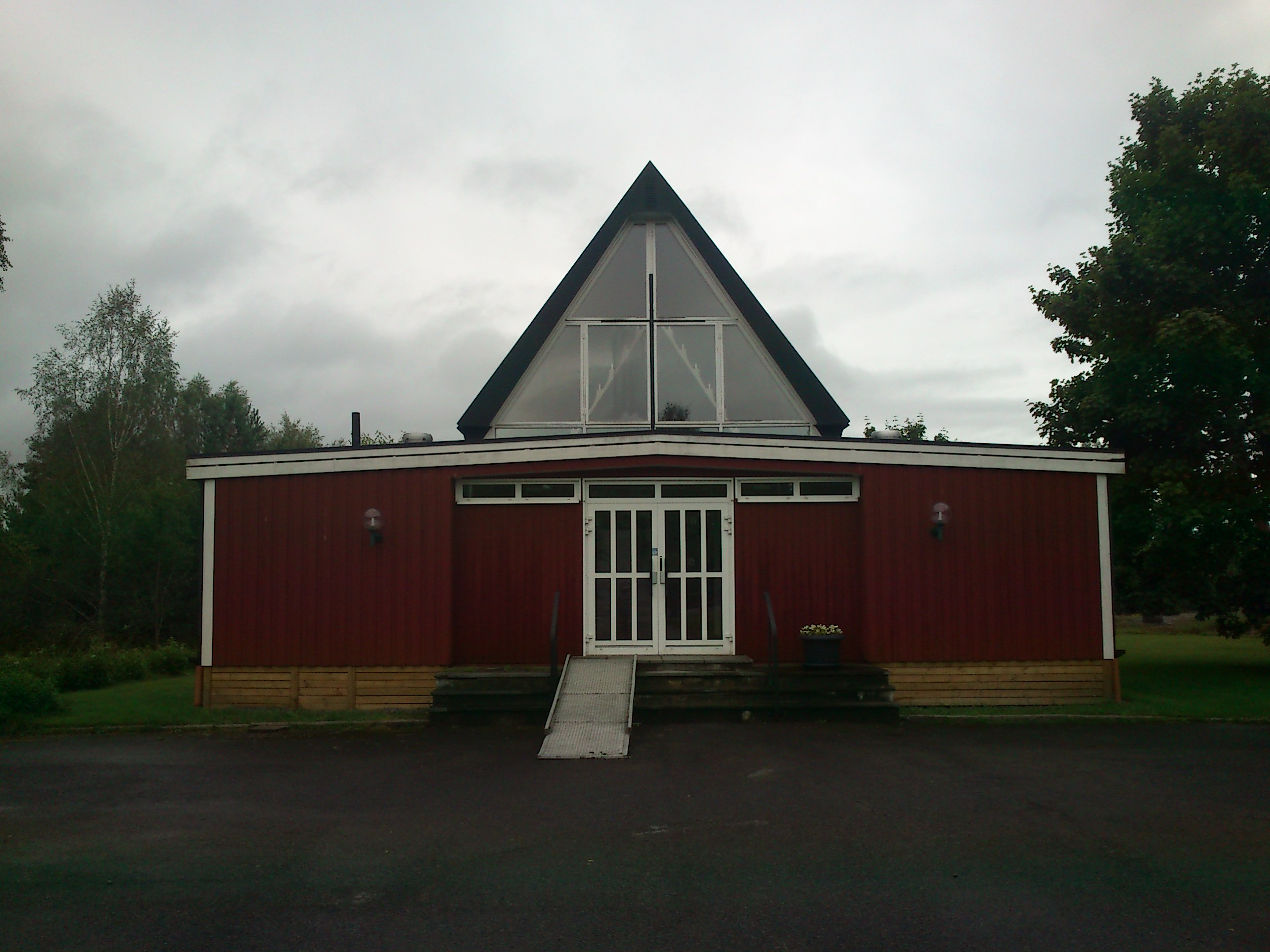
Storebro kyrka